# 76. ceremonia wręczenia Oscarów
76. ceremonia rozdania Oscarów odbyła się 29 lutego 2004 roku w Kodak Theatre w Los Angeles.
Najwięcej nagród, bo aż 11 otrzymał film Petera Jacksona Władca Pierścieni: Powrót króla.

## Wykonawcy piosenek
- „You Will Be My Ain True Love” – Alison Krauss & Sting (zapowiedziani przez Liv Tyler)
- „Scarlet Tide” – Alison Krauss, Elvis Costello & T Bone Burnett (zapowiedziani przez Liv Tyler)
- „Into the West” – Annie Lennox (zapowiedziana przez Liv Tyler)
- „The Kiss at the End of the Rainbow” – Eugene Levy & Catherine O’Hara (zapowiedziani przez Jamie Lee Curtis)
- „Belleville Rendez-Vous” – Bet.E & Benoît Charest (zapowiedziani przez Jamie Lee Curtis)

## Laureaci
Laureaci nagród wyróżnieni są wytłuszczeniem

### Najlepszy film
- Barrie M. Osborne, Peter Jackson i Fran Walsh – Władca Pierścieni: Powrót króla
- Ross Katz i Sofia Coppola – Między słowami
- Samuel Goldwyn Jr., Peter Weir i Duncan Henderson – Pan i władca: Na krańcu świata
- Robert Lorenz, Judie Hoyt i Clint Eastwood – Rzeka tajemnic
- Kathleen Kennedy, Steven Spielberg, Barry Mendel – Niepokonany Seabiscuit

### Najlepszy aktor
- Sean Penn – Rzeka tajemnic
- Jude Law – Wzgórze nadziei
- Ben Kingsley – Dom z piasku i mgły
- Bill Murray – Między słowami
- Johnny Depp – Piraci z Karaibów: Klątwa Czarnej Perły

### Najlepszy aktor drugoplanowy
- Tim Robbins – Rzeka tajemnic
- Benicio del Toro – 21 gramów
- Alec Baldwin – Cooler
- Djimon Hounsou – Nasza Ameryka
- Ken Watanabe – Ostatni samuraj

### Najlepsza aktorka
- Charlize Theron – Monster
- Naomi Watts – 21 gramów
- Samantha Morton – Nasza Ameryka
- Diane Keaton – Lepiej późno niż później
- Keisha Castle-Hughes – Jeździec wielorybów

### Najlepsza aktorka drugoplanowa
- Renée Zellweger – Wzgórze nadziei
- Shohreh Aghdashloo – Dom z piasku i mgły
- Marcia Gay Harden – Rzeka tajemnic
- Patricia Clarkson – Wizyta u April
- Holly Hunter – Trzynastka

### Najlepszy film animowany
- Andrew Stanton – Gdzie jest Nemo?
- Aaron Blaise i Robert Walker – Mój brat niedźwiedź
- Sylvain Chomet – Trio z Belleville

### Najlepsza scenografia i dekoracja wnętrz
- Grant Major, Dan Hennah i Alan Lee – Władca Pierścieni: Powrót króla
- Ben van Os i Cecile Heideman – Dziewczyna z perłą
- Lilly Kilvert i Gretchen Rau – Ostatni samuraj
- William Sandell i Robert Gould – Pan i władca: Na krańcu świata
- Jeannine Oppewall i Leslie A. Pope – Niepokonany Seabiscuit

### Najlepsze zdjęcia
- Russell Boyd – Pan i władca: Na krańcu świata
- César Charlone – Miasto Boga
- John Seale – Wzgórze nadziei
- Eduardo Serra – Dziewczyna z perłą
- John Schwartzman – Niepokonany Seabiscuit

### Najlepsze kostiumy
- Ngila Dickson i Richard Taylor – Władca Pierścieni: Powrót króla
- Dien van Straalen – Dziewczyna z perłą
- Ngila Dickson – Ostatni samuraj
- Wendy Stites – Pan i władca: Na krańcu świata
- Judianna Makovsky – Niepokonany Seabiscuit

### Najlepsza reżyseria
- Peter Jackson – Władca Pierścieni: Powrót króla
- Fernando Meirelles – Miasto Boga
- Sofia Coppola – Między słowami
- Peter Weir – Pan i władca: Na krańcu świata
- Clint Eastwood – Rzeka tajemnic

### Pełnometrażowy film dokumentalny
- Errol Morris i Michael Williams – Mgły wojny: Jedenaście lekcji z życia Roberta S. McNamary

### Krótkometrażowy film dokumentalny
- Maryann DeLeo – Serce Czarnobyla

### Najlepszy montaż
- Jamie Selkirk – Władca Pierścieni: Powrót króla
- Daniel Rezende – Miasto Boga
- Walter Murch – Wzgórze nadziei
- Lee Smith – Pan i władca: Na krańcu świata
- William Goldenberg – Niepokonany Seabiscuit

### Najlepszy film nieanglojęzyczny
- Kanada – Inwazja barbarzyńców, reż. Denys Arcand
- Szwecja – Zło, reż. Mikael Håfström
- Japonia – Samuraj – Zmierzch, reż. Yōji Yamada
- Holandia – Bliźniaczki, reż. Ben Sombogaart
- Czechy – Żelary, reż. Ondřej Trojan

### Najlepsza charakteryzacja
- Richard Taylor i Peter King – Władca Pierścieni: Powrót króla
- Edouard F. Henriques i Yolanda Toussieng – Pan i władca: Na krańcu świata
- Ve Neill i Martin Samuel – Piraci z Karaibów: Klątwa Czarnej Perły

### Najlepsza muzyka
- Howard Shore – Władca Pierścieni: Powrót króla
- Danny Elfman – Duża ryba
- Gabriel Yared – Wzgórze nadziei
- Thomas Newman – Gdzie jest Nemo?
- James Horner – Dom z piasku i mgły

### Najlepsza piosenka
- „Into the West” – Władca Pierścieni: Powrót króla – Fran Walsh, Howard Shore i Annie Lennox
- „You Will Be My Ain True Love” – Wzgórze nadziei – Sting
- „Scarlet Tide” – Wzgórze nadziei – T Bone Burnett, Elvis Costello
- „A Kiss at the End of the Rainbow” – Koncert dla Irwinga – Michael McKean, Annette O’Toole
- „Belleville Rendez-Vous” – Trio z Belleville – muzyka: Benoît Charest, słowa:Sylvain Chomet

### Najlepszy dźwięk
- Christopher Boyes, Michael Semanick, Michael Hedges i Hammond Peek – Władca Pierścieni: Powrót króla
- Christopher Boyes, David Parker, David E. Campbell i Lee Orloff – Piraci z Karaibów: Klątwa Czarnej Perły
- Andy Nelson, Anna Behlmer i Jeff Wexler – Ostatni samuraj
- Paul Massey, Doug Hemphill i Art Rochester – Pan i władca: Na krańcu świata
- Andy Nelson, Anna Behlmer i Tod A. Maitland – Niepokonany Seabiscuit

### Najlepszy montaż dźwięku
- Richard King – Pan i władca: Na krańcu świata
- Gary Rydstrom i Michael Silvers – Gdzie jest Nemo?
- Christopher Boyes i George Watters II – Piraci z Karaibów: Klątwa Czarnej Perły

### Najlepsze efekty specjalne
- Jim Rygiel, Joe Letteri, Randall William Cook i Alex Funke – Władca Pierścieni: Powrót króla
- Daniel Sudick, Stefen Fangmeier, Nathan McGuinness i Robert Stromberg – Pan i władca: Na krańcu świata
- John Knoll, Hal T. Hickel, Charles Gibson i Terry D. Frazee – Piraci z Karaibów: Klątwa Czarnej Perły

### Krótkometrażowy film animowany
- Adam Elliot – Harvie Krumpet

### Krótkometrażowy film aktorski
- Aaron Schneider i Andrew J. Sacks – Two Soldiers

### Najlepszy scenariusz oryginalny
- Sofia Coppola – Między słowami
- Steven Knight – Niewidoczni
- Andrew Stanton, Bob Peterson i David Reynolds – Gdzie jest Nemo?
- Jim Sheridan, Naomi Sheridan i Kirsten Sheridan – Nasza Ameryka
- Denys Arcand – Inwazja barbarzyńców

### Najlepszy scenariusz adaptowany
- Fran Walsh, Philippa Boyens i Peter Jackson – Władca Pierścieni: Powrót króla
- Shari Springer Berman i Robert Pulcini – Amerykański splendor
- Bráulio Mantovani – Miasto Boga
- Brian Helgeland – Rzeka tajemnic
- Gary Ross – Niepokonany Seabiscuit

### Oscar Honorowy
- Blake Edwards – za całokształt osiągnięć jako scenarzysta, reżyser i producent